# Brestovska Biblija
Brestovska Biblija (poljsko Biblia Brzeska) je bil prvi popolni prevod protestantskega Svetega pisma v poljščino, ki ga je izdal Bernard Wojewodka leta 1563 v Brestu in posvetil kralju Sigismundu II. Avgustu.
Izvirni poljski naslov Biblije se glasi: Biblia święta, tho iest, Księgi Starego y Nowego Zakonu, ządzą z Żydowskiego, Greckiego, y Łacińskiego, nowo na Polski ięzyk, z pilnością y wiernie wyłożone (Sveto pismo, to je knjige Stare in Novega zaveze, iz judovskega, grškega in latinskega jezika na novo s skrbnostjo in zvesto preložene v poljski jezik).

## Opis
Biblija se včasih imenuje tudi po družini Radziwiłł, to je po Mikołaju "Črnem" Radziwiłłu, dobrotniku podviga, ali po Pińczówu, kjer je bil prevod naročen, kjer so bili zbrani prevajalci, izbrani in pooblaščeni na kalvinističnih sinodah leta 1559 in 1560, in kjer je bilo delo tudi opravljeno.
Brestovska Biblija je eden najzgodnejših sodobnih prevodov celotnega Svetega pisma, večinoma iz izvirne hebrejščine in grščine. V manjši meri je bila uporabljena tudi latinska Vulgata in njen francoski prevod. Pred Brestovsko Biblijo, ki jo je ustvarila skupina kalvinističnih učenjakov, sta bili objavljeni Luthrova Biblija leta 1534 in Ženevska Biblija leta 1560.
Besedilo prevoda, ki poudarja sobesedilo in frazeologijo namesto besednega prevajanja, je zelo zanesljivo glede na izvirnike in predstavlja enega od nekaj najboljših prevodov iz tega obdobja. Med vodilnimi teologi, vključenimi v timski prevajalski projekt, so bili Grzegorz Orszak, Pierre Statorius, Jean Thénaud iz Bourgesa, Jan Łaski, Georg Schomann, Andrzej Trzecieski, Jakub Lubelczyk, Szymon Zacjusz, Marcin Krowicki, Francesco Stancaro iz Mantove in Grzegorz Paweł iz Brzezinyja. Prevajanje je trajalo šest let.
Sin Mikołaja Radziwiłła, Mikołaj Krzysztof "Sirota" Radziwiłł, se je spreobrnil v katolištvo in kot goreč protireformator poskrbel za javni sežig vseh primerkov Brestovskee Biblije na osrednji tržnici v Vilni. Nekaj izvodov Brestovske Biblije se je kljub temu ohranilo.

## Opomba
1. ↑  Dalmatinov prevod Svetega pisma je izšel leta 1583 v  Wittenbergu na Saškem pod polnim naslovom "Biblija, tu je vse svetu pismu stariga inu noviga testamenta, slovenski tolmačena skuzi Jurija Dalmatina".